# Сеиго Наразаки
Сеиго Наразаки (јап. 楢﨑 正剛; 15. април 1976) бивши је јапански фудбалер.

## Каријера
Током каријере је играо за Јокохама Флугелси, Нагоја Грампус.

## Репрезентација
За репрезентацију Јапана дебитовао је 1998. године. Наступао је на четири Светска првенства (1998, 2002, 2006. и 2010. године) и освојио је азијска купа (2004. године) с јапанском селекцијом. За тај тим је одиграо 77 утакмица.

## Статистика
| Јапан  | Јапан   | Јапан  |
| Година | Наступи | Голови |
| ------ | ------- | ------ |
| 1998.  | 2       | 0      |
| 1999.  | 3       | 0      |
| 2000.  | 9       | 0      |
| 2001.  | 1       | 0      |
| 2002.  | 10      | 0      |
| 2003.  | 12      | 0      |
| 2004.  | 9       | 0      |
| 2005.  | 4       | 0      |
| 2006.  | 0       | 0      |
| 2007.  | 1       | 0      |
| 2008.  | 12      | 0      |
| 2009.  | 6       | 0      |
| 2010.  | 8       | 0      |
| Укупно | 77      | 0      |

## Трофеји

### Клуб
- Џеј лига (1): 2010.
- Лига Куп Јапана (2): 1998, 1999.

### Јапан
- Азијски куп (1): 2004.